# 虎尾三聖公廟
23°43′06″N 120°26′47″E / 23.718379°N 120.446373°E
虎尾三聖公廟，是位於臺灣雲林縣虎尾鎮埒內里的廟宇，主祀二二八事件死難者顧尚泰、李持芳、王濟寧，配祀金姓、廖姓二位女子。

## 背景
顧尚泰為西醫師、李持芳為中醫師、王濟寧則是印刷廠技師，三人皆為臺中人。1947年二二八事件，三人乘車南下雲林支援反抗軍，因遭人密報被捕，在虎尾馬場（今虎尾鎮和平路東市場）槍決。遺體後來被善心人士收埋在埒內公墓。

## 祭祀
1975年，虎尾鎮民陳竹芳等人先在公墓內建小祠祭祀他們，1970年代末於改建於現址。廟址為虎尾鎮埒內里10鄰156之3號。廟地為台灣省議員王安順家族所有，里民乃共推王安順胞弟王高雄為管理委員會主任委員。
大家樂賭風熾盛時，外界盛傳此廟出的明牌奇準無比，信徒自各地湧來，由信徒捐款在廟前演出歌仔戲、布袋戲和電子花車等，各種酬神戲戲檔幾乎當時不斷，盛況空前。部分深知三姓公廟二二八史實淵源的廟方人士，雖極力反對出明牌，無奈難擋彩迷熱情。
在1992年《聯合報》報導時，王高雄表示此廟所供奉的三名二二八事件受難者，原先姓名和身家背景均不詳，但近五六年來有一名自稱是顧家後代的出家人，每年在三姓公廟的祭典日會來整理墓園，隨即離去。廟方經多次詢及其家庭背景，顧姓出家人均不願回答。當此廟被重視後，廟方也把原來農曆十月十七的祭典，改在國曆2月28日。
原是少數地方人士每年2月28日定期祭拜，直到林樹山擔任民主進步黨雲林縣黨部主委後，開始年年到三姓公廟辦追思會。2005年，民進黨拿下雲林縣執政權，縣黨部主委王高興、立委林樹山、陳憲中與雲林縣228文史協會擴大舉辦追思會。次年2月28日，罹難者顧尚泰次子、釋性通法師率遺族到場參加。立委林樹山當日宣布捐款50萬元，並願意再勸募150萬元資助建廟。林樹山、陳憲中、王高興、以及雲林縣議員蔡岳儒等先為默哀，在音樂聲中，朗誦追思228死難者的紀念文，並在臨時設於三姓公廟前的紀念碑前撒上種子、獻上台灣百合。釋性通表示父親顧尚泰罹難前留下的遺言，讓他一生感動，其中有「今天顧尚泰為台灣所有百姓、土地犧牲生命，無怨無悔。」
在2015年《自由時報》報導時，王濟寧胞弟王清培10年來從未中斷祭祀。

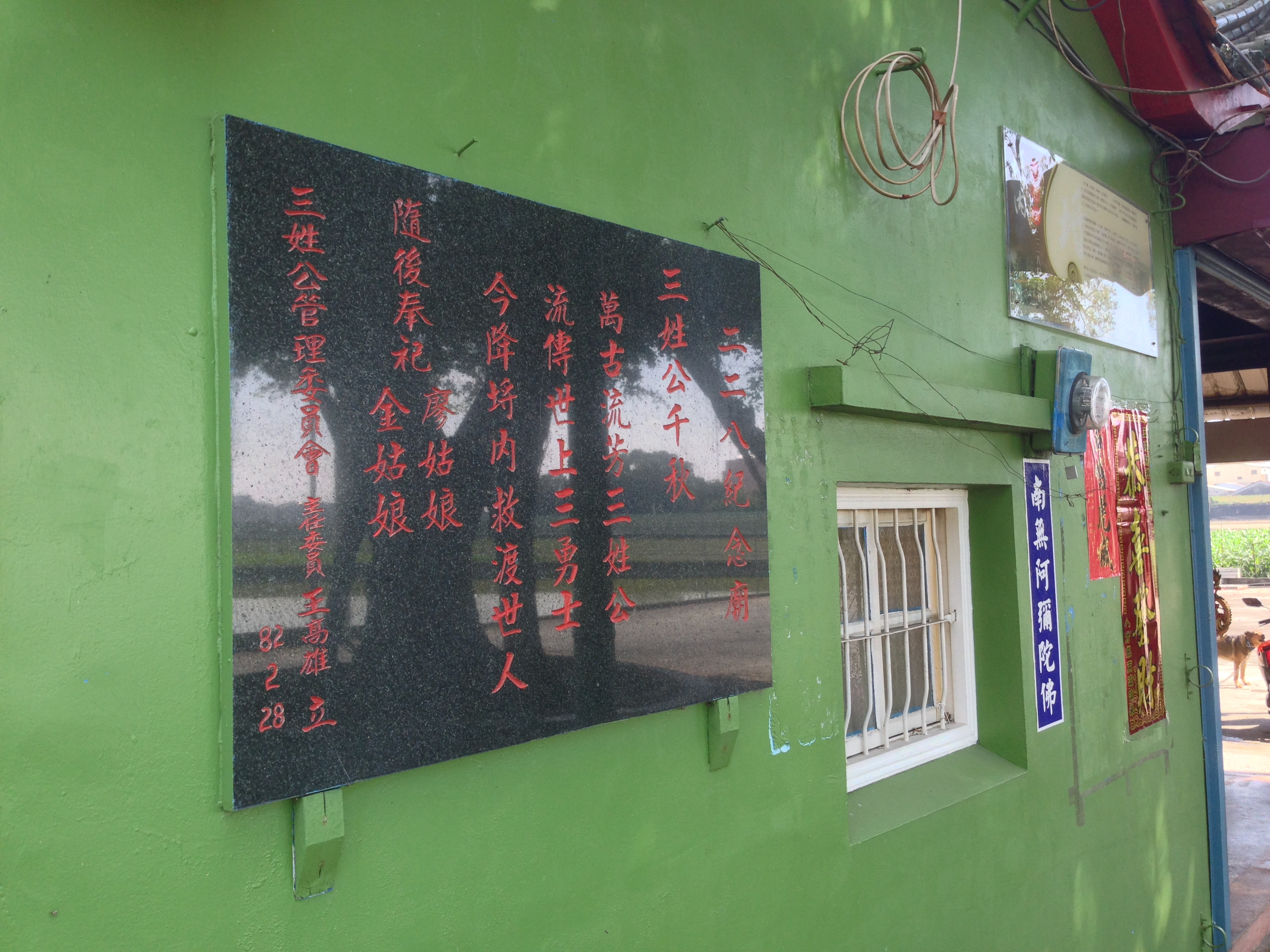
說明牌，上還寫還祀奉金、廖姓女子。
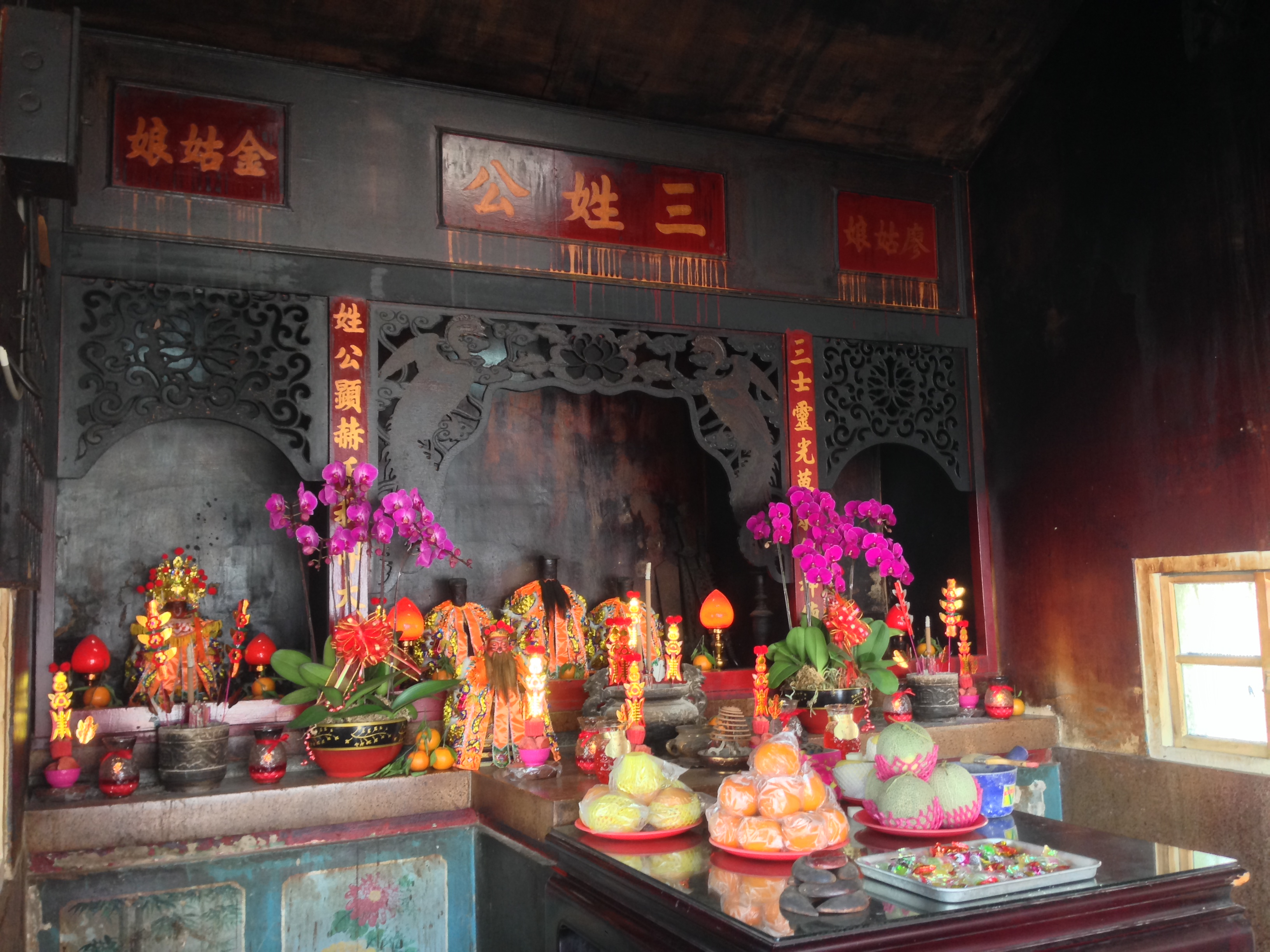
神像，兩旁為金、廖姓女子。
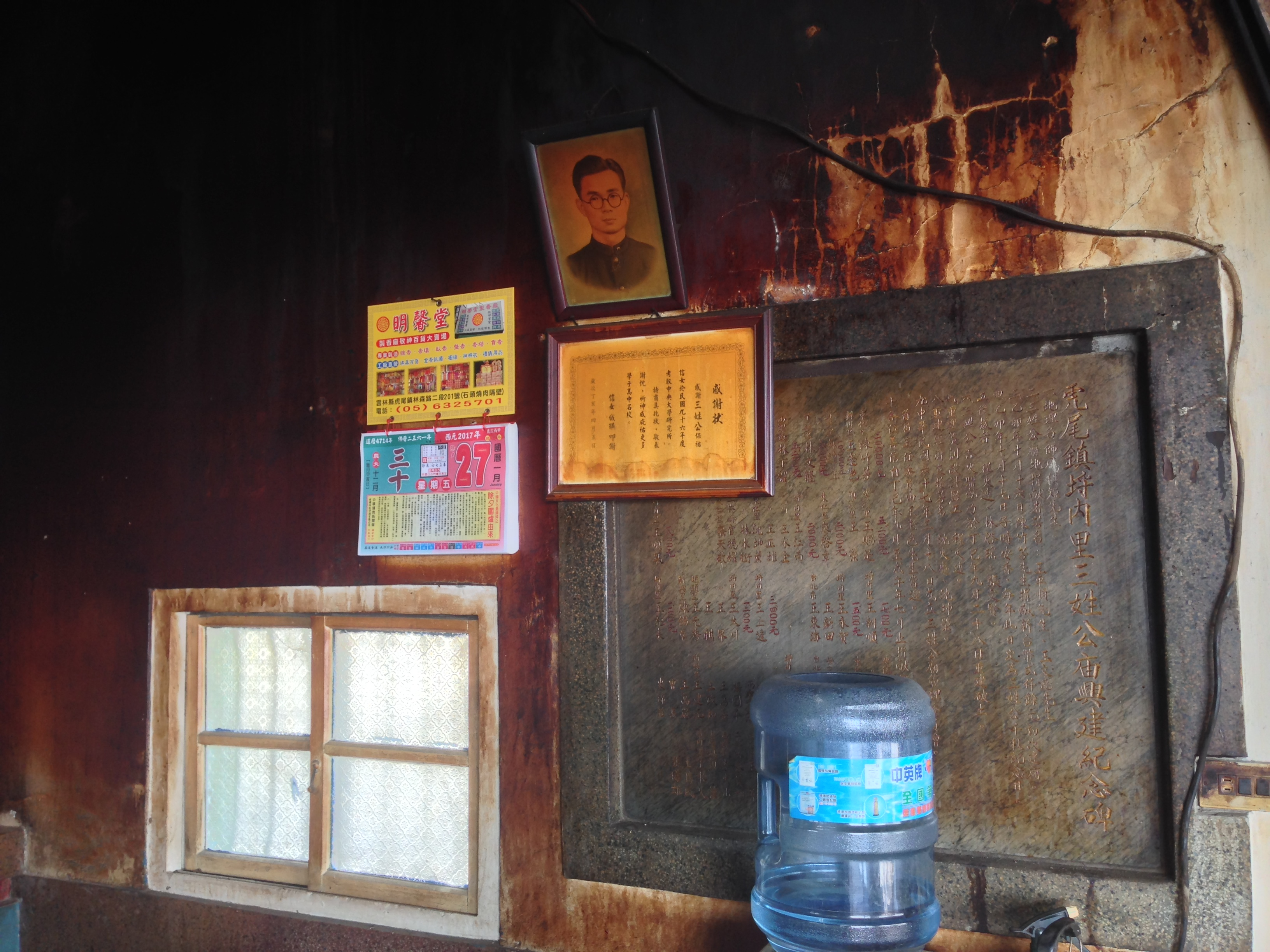
遺照

## 今狀
虎尾三姓公廟於2021歲次辛丑年秋天由地方人士發起重組管理委員會並籌備廟務整建工程，然經費嚴重不足，在集集鎮國寺「廣心師父」鼎力協助下整修完成，真可謂「佛、道教結合典範」。並於同年十一月二十日辦理為期六天的入火安座慶典，並依三姓公聖示敬邀埒內拱雲宮 「趙子龍公」 及堀頭紫雲寺「觀音佛祖」坐鎮共襄盛舉。期間舉行置天台科儀並請示玉皇上帝大天尊賜旨，廟名正式升格為「虎尾三聖公廟」。
另虎尾三聖公廟管理委員會並積極推動「三聖爺公」聖示放下仇恨、普渡眾生精神，以社會教化、宏揚孝道為宗旨推行各項濟世工作，盼能結合已神格化之 「三聖爺公 」本廟諸尊神佛本願，落實降世濟生，延香萬世。自創廟以來，每年農曆十月十七日為三聖爺公聖誕慶典，該日亦為建廟入火安座日。而國曆二月二十八日，則是本廟例祭日。